# 返湾湖
返湾湖是一个位于中国湖北省潜江县的湖泊，面积约为7.5平方千米，平均水深约为1.2米。